# Obertürkheim
Obertürkheim am Neckar, est, avec le quartier d'Uhlbach, le quartier (Ortsteil)  le plus oriental de la ville allemande de Stuttgart (Bade-Wurtemberg).
Obertürkheim situé sur la rive droite du Neckar et est entouré de Mettingen et de Hedelfingen sur la rive gauche du Neckar et par Untertürkheim.